# Филип Перен
Филип Перен (на френски: Philippe Perrin) е френски военен летец, 9-и астронавт на Франция, извършил един космически полет.

## Образование
Роден е на 6 януари 1963 г. в Мекнес, Мекнес-Тафилалет, Мароко. Филип Перен израства в Авиньон (Прованс). След завършване на училище през 1982 г. постъпва в École Polytechnique в Париж и през 1985 г. получава степента инженер.

## Военна служба
Още преди завършването на образованието си в École Polytechnique, Перен започва действителна военна служба във френския флот. Прекарва 6 месеца в Индийския океан, където придобива опит в мореплаването и навигацията. След дипломирането си през 1985 г. преминава във Френските ВВС. Има налетени над 2500 часа на над 30 вида самолета.

## Космическа подготовка
През 1989 – 1990 г. Филип Перен става един от четиримата френски летци, избрани на 30 юли 1990 от Националния център за космически изследвания (3-та група на CNES), и влиза заедно с тях в групата, която се готви за полети на разработваната европейска космическа совалка „Хермес“. Скоро след това обаче проектът е закрит и през 1992 г. астронавтите са изпратени в Звездното градче (Русия). Там те преминават обучение и тренировки в продължение на 2 месеца за бъдещи руско-френски полети.
През юли 1996 г. CNES обявява, че в съответствие с договора с НАСА Ф. Перен е избран за кандидат за полет с американската совалка, а през август го изпращат в НАСА за преминаване на подготовка в космическия център „Л. Джонсън“. Слрд две години тренировки и обучение му е присвоена квалификациято „специалист на полета“.
В началото на 2001 г. Филип Перен е назначен в екипажа на мисията STS-111 и през месец май същата година започва непосредствена подготовка за полета.

## Полет с „Индевър“
Единствения си космически полет 39-годишния Филип Перен извършва като специалист на полета от 5—19 юни 2002 г. Основна задача на мисията STS-111 са посещение на МКС, доставка на 5-ия и връщане на Земята на 4-тия основен екипаж на станцията, доставка на техническо оборудване за дълговременни експедиции, мобилна платформа (Mobile Base System, MBS), чрез която робот-манипулатор „Канадарм2“ ще може да се движи по корпуса на МКС по специални релси.
По време на полета Филип Перен, заедно с Франклин Чанг-Диас извършва три излизания в открития космос с продължителност 7 ч 14 мин, 5 ч 00 мин и 7 ч 17 мин, по време на които се занимават главно с монтирането на платформата за манипулатора и ремонтни работи.
Продължителността на полета е 13 денонощия 20 часа 35 минути 56 секунди.
Това е последния полет с участието на космонавти на CNES, тъй като през 2000 – 2002 гг. в европейските страни всички национални отряди на астронавти са разформировани, а вместо тях е създаден единен отряд на астронавтите на ЕКА.

## Последваща дейност
През декември 2002 г. Перен е преместен от отряда на астронавти на CNES в отряда астронавти на ЕКА. Въпреки това при новия си статут космически полети той не е извършил и през май 2004 г. подава оставка и се връща към летателно-изпитателна работа в авиакомпанията Airbus.

## Награди
- Медал на отвъдморския департамент за участие във войната в Персийския залив през 1991 г.
- Кавалер на ордена на Почетния легион (1999).
- Два медала на министерството на отбраната.
- Две дипломи на ВВС на Франция „За безопасен полет“.

## Семейство
Женен за Сесил Боске, има дъщеря. Обича плуване, гмуркане, каране на ски, пътуване, история.